# Red Rock West
Pour plus de détails, voir Fiche technique et Distribution.
Red Rock West est un film américain réalisé par John Dahl et sorti en 1993.

## Synopsis
Ancien Marine parti chercher fortune dans le Wyoming, Michael se retrouve dans le bar d'une bourgade, Red Rock. Wayne, le propriétaire, à la vue de la plaque texane de la Cadillac de Michael, le prend pour un tueur qu'il a engagé afin de supprimer sa femme Suzanne contre 5 000 dollars. Michael empoche l'argent et va prévenir Suzanne du danger qui la menace. Celle-ci lui offre 10 000 dollars pour abattre son mari. Michael écrit une lettre à la police en prévenant de ce qui risque de se passer et s’apprête à quitter Red Rock. Mais sur la route, il percute un homme et doit revenir en ville pour le conduire à l’hôpital. Attendant le verdict du médecin, il voit arriver deux policiers qui l'interrogent sur les circonstances de l'accident, et lui demandent surtout comment se fait-il que le blessé ait eu deux balles dans le corps. Alors arrive le shérif, qui n'est autre que Wayne. Sur la route qui mène au poste de police, Wayne demande des explications, fait mine de vouloir laisser s'enfuir Michael, en voulant l'abattre ensuite, mais sans succès. En s'enfuyant, Michael manque de se faire percuter par une voiture, dont le propriétaire n'est autre que le vrai tueur engagé par Wayne.

## Fiche technique
- Titre français et original : Red Rock West
- Réalisation : John Dahl
- Scénario : John Dahl et Rick Dahl
- Musique : William Olvis
- Décors : Robert Pearson (en) et Kate J. Sullivan
- Costumes : Terry Dresbach
- Photographie : Marc Reshovsky
- Montage : Scott Chestnut
- Production : Steve Golin et Sigurjon Sighvatsson
  - Producteurs exécutifs : Michael Kuhn et Jane McGann
- Sociétés de production : Propaganda Films et PolyGram Filmed Entertainment
- Sociétés de distribution : Roxie Releasing (États-Unis), Pan-Européenne (France)
- Budget : 8 000 000 $[1]
- Pays de production :  États-Unis
- Format : Couleur (Deluxe) - 1.37:1 et 1.66:1 - 35 mm - son : Dolby
- Durée : 98 minutes
- Dates de sortie[2] :
  - France : 16 juin 1993
  - États-Unis : 14 mai 1994
- Classification[3] :
  - États-Unis : R
  - France : tous publics

## Distribution
- Nicolas Cage (VF : Dominique Collignon-Maurin) : Michael Williams
- Lara Flynn Boyle  (VF : Françoise Vallon) : Suzanne Brown / Ann McCord
- J. T. Walsh (VF : Richard Darbois) : le shérif Wayne Brown / Kevin McCord
- Dennis Hopper (VF : Jean-Pierre Moulin) : Lyle
- Vance Johnson : M. Johnson
- Robert Apel : Howard
- Bobby Joe McFadden : le vieil homme
- Dale Gibson : Kurt
- Timothy Carhart (VF : Pierre Laurent) : l'adjoint Matt Greytack
- Dan Shor : l'adjoint Russ Bowman
- Dwight Yoakam : un routier
- Craig Reay  (VF : Bernard Lanneau)  : Jim

## Production
Red Rock West bénéficie d'un budget de 7 millions de dollars. Les droits de distribution pour le sol américain sont revendus à Columbia TriStar Home Video pour 2,5 millions de dollars alors que les droits étrangers sont cédés à Manifesto Films, filiale d ePolyGram Filmed Entertainment.
Le tournage a lieu dans l'Arizona (Willcox, Texas Canyon, aéroport international de Bisbee Douglas, Sonoita, Elgin, Canelo, Dragoon) ainsi que dans le Montana (Moiese).

## Sortie et accueil
Après des projections test, Peter Graves, consultant indépendant qui dirige le département marketing de Polygram, déclare que le film ne rentre dans aucune catégorie commercialisable : « un western noir n'est pas quelque chose que les gens peuvent immédiatement vouloir. » L'un des producteurs suggère alors que le film soit soumis au festival du film de Sundance mais le studio répond que ce n'est pas un film de festival.
Le film sort à l'été 1993 en Europe et est un succès en Allemagne, à Paris et à Londres. Piers Handling, directeur du festival de Toronto, découvre le film à Paris et a décidé de le projeter dans l'édition 1993 du festival. Bill Banning, propriétaire du Roxie Theater à San Francisco découvre le film à Toronto et pense qu'il peut y avoir un public américain pour aller le voir au cinéma. Il lui faudra attendre janvier 1994 pour découvrir à qui appartenaient les droits. Le film, qui avait déjà été diffusé sur HBO à l'automne 1993, devait alors sortir en vidéo en février 1994. Bill commence à projeter Red Rock West au Roxie le 28 janvier 1994, où il a battu des records au box-office avant de s'étendre à huit cinémas de la ville. Il a ensuite connu une diffusion à Los Angeles et à New York. Le film aurait ainsi récolté 2 502 551 $. En France, il enregistre 99 521 entrées

## Distinctions
- 1995 : nomination au Saturn Award pour le meilleur film d'action/thriller/aventure
- 1995 : 2 nominations au Independent Spirit Awards